# Domašov u Šternberka
Domašov u Šternberka település Csehországban, az Olomouci járásban. Domašov u Šternberka Dolany, Bělkovice-Lašťany, Hraničné Petrovice, Šternberk, Lipina és Jívová településekkel határos. Lakosainak száma 345 fő (2024. január 1.).

## Népesség
A település lakosságának változását az alábbi diagram mutatja:
| Lakosok száma | 504  | 488  | 504  | 318  | 269  | 280  | 326  | 337  | 340  | 345  |
|               | 1869 | 1890 | 1921 | 1950 | 1980 | 2001 | 2017 | 2019 | 2022 | 2024 |